# Cratere Charlemagne
Charlemagne è un cratere sulla superficie di Giapeto.